# Prem"jer-liha 2015-2016
La Prem"jer-liha 2015-2016 è stata la 25ª edizione della massima serie del Campionato ucraino di calcio. La stagione è iniziata il 17 luglio 2015 e si è conclusa il 15 maggio 2016. Il 24 aprile con la vittoria per 1-0 sul Vorskla, la Dinamo Kiev si è aggiudicata il suo 15º scudetto, il secondo consecutivo.

## Stagione

### Novità
Dalla Prem"jer-liha 2014-2015 è stato retrocesso in Perša Liha l'Illičivec'. Dalla Perša Liha è stato promosso l'Oleksandrija.

Al termine della passata stagione, il presidente dello Stal' Dniprodzeržyns'k aveva annunciato la fusione della sua squadra con il Metalurh Donec'k e la conseguente partecipazione dello Stal'Dniprodzeržyns'k alla Prem"jer-liha. L'11 luglio 2015 il presidente del Metalurh Donec'k aveva comunicato per lettera alla FFU il ritiro della sua squadra dalla Prem"jer-liha. Il 14 luglio 2015 l'Illičivec' aveva comunicato la richiesta di ripescaggio in sostituzione del Metalurh Donec'k. Il 16 luglio 2015 la FFU ha votato per ammettere lo Stal'Dniprodzeržyns'k in Prem"jer-liha.

### Regolamento
Le 14 squadre partecipanti si affrontano in un girone all'italiana con partite di andata e ritorno per un totale di 26 giornate.

La squadra campione di Ucraina si qualifica alla fase a gironi della UEFA Champions League 2016-2017.

La 2ª classificata si qualifica al terzo turno di qualificazione della UEFA Champions League 2016-2017.

La 3ª e la 4ª classificata si qualificano al terzo turno di qualificazione della UEFA Europa League 2016-2017.

L'ultima classificata (14º posto) retrocede in Perša Liha.

### Avvenimenti
Il 22 gennaio 2016 la FIFA ha punito il Volyn' con dodici punti di penalizzazione per non aver pagato gli stipendi di due calciatori, il senegalese Issa Ndoye e il macedone Dušan Savić. In seguito, il Volyn' è stato punito con altri sei punti di penalizzazione, per un totale di 18 punti di penalizzazione, dalla Federazione calcistica dell'Ucraina per non aver rispettato le direttiva della FIFA. Il 22 aprile 2016 la Commissione Disciplinare della Federazione calcistica dell'Ucraina ha annunciato il mancato rinnovo della licenza al Volyn' per la stagione 2016-2017, non avendo la stessa società richiesto alcuna licenza.
Il 18 marzo 2016 il Metalurh Zaporižžja è stato escluso dalla Prem"jer-liha ed è stato retrocesso in Perša Liha, dopo che la società era stata messa in liquidazione per la mancanza di fondi. Tutte le partite che erano state precedentemente rinviate e tutte le partite restanti fino alla fine del campionato sono date perse al Metalurh Zaporižžja a tavolino per 3-0.
Il 31 marzo 2016 l'organo di controllo finanziario dei club della UEFA, il CFCB, ha comunicato l'esclusione del Dnipro dalle competizioni UEFA per le successive tre stagioni.
Il 22 aprile 2016 la Commissione Disciplinare della Federazione calcistica dell'Ucraina ha comminato 9 punti di penalizzazione all'Hoverla per ragioni finanziarie.
Al termine della stagione vengono escluse anche Hoverla e Metalist per problemi finanziari.

## Squadre partecipanti
| Club                   | Stagione | Città            | Stadio                          | Capacità | Stagione 2014-2015         |
| Čornomorec'            | dettagli | Odessa           | Stadio Čornomorec'              | 34 164   | 11º posto in Prem"jer-liha |
| Dinamo Kiev            | dettagli | Kiev             | Stadio Olimpico di Kiev         | 70 050   | Campione di Ucraina        |
| Dnipro                 | dettagli | Dnipropetrovs'k  | Dnipro Arena                    | 31 003   | 3º posto in Prem"jer-liha  |
| Hoverla                | dettagli | Užhorod          | Stadio Avanhard                 | 12 000   | 12º posto in Prem"jer-liha |
| Karpaty                | dettagli | Leopoli          | Stadio Ucraina                  | 28 051   | 13º posto in Prem"jer-liha |
| Metalist               | dettagli | Charkiv          | Stadio Metalist                 | 41 411   | 6º posto in Prem"jer-liha  |
| Metalurh Zaporižžja    | dettagli | Zaporižžja       | Slavutyč-Arena                  | 12 000   | 7º posto in Prem"jer-liha  |
| Oleksandrija           | dettagli | Oleksandrija     | CSC Nika Stadium                | 7 000    | 1º posto in Perša Liha     |
| Olimpik Donec'k        | dettagli | Donec'k          | Stadio Bannikov (Kiev)          | 1 678    | 8º posto in Prem"jer-liha  |
| Šachtar                | dettagli | Donec'k          | Arena L'viv (Leopoli)           | 34 915   | 2º posto in Prem"jer-liha  |
| Stal' Dniprodzeržyns'k | dettagli | Dniprodzeržyns'k | Stadio Meteor (Dnipropetrovs'k) | 24 381   | 2º posto in Perša Liha     |
| Volyn'                 | dettagli | Luc'k            | Stadio Avanhard                 | 12 080   | 9º posto in Prem"jer-liha  |
| Vorskla                | dettagli | Poltava          | Stadio Vorskla                  | 24 795   | 5º posto in Prem"jer-liha  |
| Zorja                  | dettagli | Luhans'k         | Slavutyč-Arena (Zaporižžja)     | 12 000   | 4º posto in Prem"jer-liha  |

## Classifica finale
|                    | Pos. | Squadra                | Pt | G  | V  | N  | P  | GF | GS | DR  |
| ------------------ | ---- | ---------------------- | -- | -- | -- | -- | -- | -- | -- | --- |
| Ucraina (bandiera) | 1.   | Dinamo Kiev            | 70 | 26 | 23 | 1  | 2  | 57 | 11 | +46 |
|                    | 2.   | Šachtar                | 63 | 26 | 20 | 3  | 3  | 79 | 25 | +54 |
|                    | 3.   | Dnipro                 | 53 | 26 | 16 | 5  | 5  | 52 | 22 | +30 |
|                    | 4.   | Zorja                  | 48 | 26 | 14 | 6  | 6  | 51 | 26 | +25 |
|                    | 5.   | Vorskla                | 42 | 26 | 11 | 9  | 6  | 35 | 26 | +9  |
|                    | 6.   | Oleksandrija           | 38 | 26 | 10 | 8  | 8  | 30 | 29 | +1  |
|                    | 7.   | Karpaty                | 30 | 26 | 8  | 6  | 12 | 29 | 37 | -8  |
|                    | 8.   | Stal' Dniprodzeržyns'k | 29 | 26 | 7  | 8  | 11 | 25 | 31 | -6  |
|                    | 9.   | Olimpik Donec'k        | 25 | 26 | 6  | 7  | 13 | 25 | 35 | -10 |
|                    | 10.  | Metalist               | 24 | 26 | 5  | 9  | 12 | 22 | 46 | -24 |
|                    | 11.  | Čornomorec'            | 22 | 26 | 4  | 10 | 12 | 23 | 39 | -16 |
|                    | 12.  | Volyn' (-18)           | 20 | 26 | 10 | 8  | 8  | 36 | 36 | 0   |
|                    | 13.  | Hoverla                | 7  | 26 | 3  | 7  | 16 | 16 | 45 | -29 |
|                    | 14.  | Metalurh Zaporižžja    | 3  | 26 | 0  | 3  | 23 | 7  | 80 | -73 |

Legenda:
      Campione di Ucraina e ammessa alla UEFA Champions League 2016-2017
      Ammessa alla UEFA Champions League 2016-2017
      Ammesse alla UEFA Europa League 2016-2017
      Retrocessa in Perša Liha 2016-2017
      Escluse dalla competizione per problemi finanziari
Note:

Tre punti a vittoria, uno a pareggio, zero a sconfitta.
In caso di arrivo di due o più squadre a pari punti, la graduatoria verrà stilata secondo la classifica avulsa tra le squadre interessate che prevede, in ordine, i seguenti criteri:
* Differenza reti generale
* Gol segnati in generale
* Punti negli scontri diretti
* Differenza reti negli scontri diretti
* Gol segnati negli scontri diretti
* Punteggio fair play

### Squadra campione
- Allenatore: Serhij Rebrov

Riserve:
Vitalij Bujal's'kij (18), Serhij Rybalka (17), Jevhen Chačeridi (15), Derlis González Galeano (14), Łukasz Teodorczyk (11), Mykola Morozjuk (7), Radosav Petrović (7), Oleksandr Rybka (7), Oleksandr Jakovenko (4), Serhij Mjakuško (4), Jevhen Makarenko (3)

## Risultati

### Tabellone
|                        | Čor  | Din  | Dni  | Hov  | Kar  | Met  | MeZ  | Ole  | Oli  | Šac  | Stal | Vol  | Vor  | Zor  |
| ---------------------- | ---- | ---- | ---- | ---- | ---- | ---- | ---- | ---- | ---- | ---- | ---- | ---- | ---- | ---- |
| Čornomorec'            | –––– | 0-2  | 0-0  | 1-0  | 0-0  | 0-1  | 5-2  | 1-2  | 0-2  | 1-1  | 1-1  | 1-2  | 0-0  | 0-2  |
| Dinamo Kiev            | 2-1  | –––– | 2-0  | 2-0  | 3-0  | 2-0  | 3-0* | 3-0  | 2-0  | 0-3  | 2-0  | 3-0  | 1-0  | 1-0  |
| Dnipro                 | 4-2  | 1-2  | –––– | 2-0  | 2-0  | 5-0  | 3-0* | 2-0  | 1-1  | 4-1  | 2-0  | 0-1  | 0-2  | 0-3  |
| Hoverla                | 1-1  | 0-2  | 1-1  | –––– | 0-2  | 1-0  | 1-1  | 1-2  | 0-2  | 1-6  | 0-0  | 1-4  | 1-1  | 0-4  |
| Karpaty                | 4-0  | 1-2  | 0-1  | 3-0  | –––– | 1-1  | 1-0  | 2-2  | 4-1  | 1-2  | 1-0  | 0-2  | 1-3  | 1-1  |
| Metalist               | 2-2  | 1-4  | 1-2  | 2-2  | 2-0  | –––– | 3-0* | 1-1  | 1-0  | 0-5  | 1-1  | 3-0  | 0-3  | 0-1  |
| Metalurh Zaporižžja    | 0-3* | 0-6  | 1-4  | 0-3* | 0-3* | 0-0  | –––– | 0-2  | 0-3  | 0-3* | 0-3* | 0-2  | 1-1  | 0-6  |
| Oleksandrija           | 0-0  | 0-2  | 0-4  | 2-0  | 4-1  | 2-0  | 1-0  | –––– | 0-0  | 2-3  | 0-1  | 3-1  | 1-1  | 2-0  |
| Olimpik Donec'k        | 2-2  | 0-3  | 1-1  | 0-1  | 0-1  | 3-0  | 3-0* | 1-0  | –––– | 2-3  | 0-2  | 1-1  | 1-1  | 1-1  |
| Šachtar                | 2-0  | 3-0  | 0-2  | 2-0  | 3-0  | 8-1  | 2-0  | 2-0  | 3-0  | –––– | 2-0  | 4-0  | 3-1  | 2-3  |
| Stal' Dniprodzeržyns'k | 0-1  | 1-2  | 0-6  | 1-0  | 1-1  | 0-0  | 3-0  | 2-2  | 1-0  | 3-3  | –––– | 1-2  | 1-2  | 2-0  |
| Volyn'                 | 1-1  | 0-2  | 2-3  | 0-0  | 0-0  | 2-2  | 9-1  | 0-0  | 1-0  | 1-4  | 1-0  | –––– | 2-1  | 0-3  |
| Vorskla                | 2-0  | 0-4  | 1-1  | 2-1  | 3-0  | 1-0  | 3-0* | 0-1  | 2-1  | 2-2  | 0-0  | 1-1  | –––– | 0-2  |
| Zorja                  | 4-0  | 0-0  | 1-2  | 2-1  | 4-1  | 0-0  | 4-1  | 1-1  | 4-0  | 1-7  | 2-1  | 1-1  | 1-2  | –––– |

* partita persa a tavolino

## Statistiche

### Capoliste solitarie
- Dalla 4ª alla 10ª giornata:  Dinamo Kiev
- Dalla 18ª alla 26ª giornata:  Dinamo Kiev

### Classifica marcatori
| Gol |  |  | Giocatore           | Squadra      |
| --- |  |  | ------------------- | ------------ |
| 22  |  |  | Alex Teixeira       | Šachtar      |
| 14  |  |  | Pylyp Budkivskiy    | Zorja        |
| 13  |  |  | Andrij Jarmolenko   | Dinamo Kiev  |
| 12  |  |  | Eduardo             | Šachtar      |
| 10  |  |  | Oleg Husyev         | Dinamo Kiev  |
| 10  |  |  | Jevhen Selezn'ov    | Dnipro       |
| 8   |  |  | Oleksandr Karavajev | Zorja        |
| 8   |  |  | Marlos              | Šachtar      |
| 8   |  |  | Anton Shynder       | Vorskla      |
| 7   |  |  | Dmytro Khlyobas     | Vorskla      |
| 7   |  |  | Matheus             | Dnipro       |
| 7   |  |  | Júnior Moraes       | Dinamo Kiev  |
| 7   |  |  | Vitalij Ponomar     | Oleksandrija |
| 7   |  |  | Volodymyr Pryjomov  | Metalist     |

## Verdetti finali
- Dinamo Kiev campione di Ucraina.
- Dinamo Kiev e Šachtar qualificati alla UEFA Champions League 2016-2017.
- Zorja, Vorskla e Oleksandrija qualificati alla UEFA Europa League 2016-2017.
- Metalurh Zaporižžja, Hoverla e Metalist esclusi e retrocessi in Perša Liha.